# Западъ
Западъ — другий рок-проєкт російського поета і музиканта Єгора Лєтова, який був по суті проміжком між «Оригінальним Посев» та «Гражданской обороной». Назва проекту є висміюванням ворожості СРСР проти країн Західного світу. У рамках проекту виконувався гаражний панк, панк-рок, психоделія та експериментальні композиції. За короткий час існування було здійснено лише 5-6 записів.

## Історія
Проект був створений восени 1984 року Ігорем «Дохлым Егором» Лєтовим і Олександром «Иван Морг» Кліповим, Константином «Кузя» Рябіновим..
- Восени '84 «Дохлый Егор» почав шукати нових музикантів, які прагнуть грати нову музику, і знайшов їх. Це були «Иван Морг» (вокал, бас) і «Кузя Уо» (гітара) з панк-групи «Огненный лазер», що розпалася. У новому складі група прийняла назву «Западъ», і здійснила після 5-6 сейшенів — міні-альбом «Западъ» — включаючи пісні «Западъ», «Казочка», «Ночь», «Мокрая газета» та ін. І «Дохлый Егор» та «Иван Морг» працювали однаково плідно, але відмінності поглядів творчості призвели групу до розпаду..

## Цікаві факти
Пісня «Ночь» є насправді в бутлезі «Панк и рок-н-ролл» «Гражданской обороны» під назвою «В эту ночь».
І також є підтвердження у вигляді альбому «Rock Mit Uns» гурту «Новые Европейцы» (лідер якого був і сам Олександр «Иван Морг» Кліпов).
До речі, є і виконання пісні із «Западъ» «Мокрая газета» від того ж самого гурту.